# Морадиабади, Эльшан
Эльшан Морадиабади (перс. الشن مرادی ابدی‎; род. 22 мая 1985, Тегеран) — американский, ранее иранский, шахматист, гроссмейстер (2005). Тренер.
В 2001 году, в 16 лет, стал чемпионом Ирана по шахматам. В составе сборной Ирана участник пяти Олимпиад (2004—2010, 2014). С февраля 2017 года представляет Шахматную федерацию США.

## Спортивные достижения
| Год  | Город          | Турнир         | + | − | = | Результат | Место |
| ---- | -------------- | -------------- | - | - | - | --------- | ----- |
| 2004 | Кальвия        | 36-я олимпиада | 3 | 4 | 3 | 4½ из 10  |       |
| 2006 | Турин          | 37-я Олимпиада | 5 | 2 | 5 | 7½ из 13  |       |
| 2008 | Дрезден        | 38-я олимпиада | 4 | 2 | 5 | 6½ из 11  |       |
| 2010 | Ханты-Мансийск | 39-я олимпиада | 3 | 2 | 6 | 6 из 11   |       |
| 2014 | Тромсё         | 39-я олимпиада | 4 | 3 | 4 | 6 из 11   |       |

## Изменения рейтинга
| Графики недоступны из-за технических проблем. См. информацию на Фабрикаторе и на mediawiki.org. |